# Härjedalens landskapsvapen
Härjedalens landskapsvapen är: I fält av silver ett, med ett rött ämnesjärn belagt, ovanifrån sett svart städ med hornet nedåt och åtföljt till höger av en svart smidestång och till vänster av två stolpvis ställda svarta smideshammare med röda skaft, den övre störtad. Vapnet kröns i likhet med alla landskapsvapen av en hertiglig krona.
Härjedalen övergick från norsk till svensk ägo genom freden i Brömsebro 1645, men då fanns inget vapen för landskapet, och kom inte heller att skapas till Karl X Gustavs begravning 1660. Från 1647 finns ett sigill belagt och dess bild omnämns som vapen vid slutet av 1700-talet. Där är redskapen (som syftar på landskapets myrjärnsproduktion) placerade helt annorlunda och dessutom ingår ett städ.
Först 1885 fastställdes en formell vapenbeskrivning av Kunglig Majestät (regeringen). Kompositionen liknar dagens vapen men är uppochnervänt. 1935 fastställdes en ny vapenbeskrivning: I fält av silver en framifrån sedd svart räckhammare med röd skaftända, åtföljd till höger av en svart smidestång och till vänster av två stolpvis ordnade och ställda svarta smideshammare med röda skaft, den övre störtad.  Denna gällde fram till 2013, då beskrivningen av historiska skäl ändrades till nuvarande variant.
Vapnet ingår tillsammans med Jämtlands landskapsvapen i vapnet för Jämtlands län.

## Härjedalens kommuns bruk av vapnet
Landskapsvapnet har sedan 1974 även använts som kommunvapen för Härjedalens kommun. Eftersom det vapen som används av kommunen är identiskt med landskapsvapnet har det inte kunnat registreras för kommunen hos Patent- och registreringsverket och kommunens gränser sammanfaller inte heller med landskapets. Under 1980-talet funderade man därför på att anta ett särskilt vapen för kommunen, men bestämde sig den gången för att inte göra det.

### Vapen för tidigare kommuner inom den nuvarande kommunen
När Härjedalens kommun bildades 1974, upphörde dittills gällande vapen för kommuner som kom att sammanläggas till den nya kommunen. De kommuner som hade vapen var Svegs köping och Tännäs kommun. Dessutom hade Linsell, som redan tidigare blivit inkorporerat i Sveg, haft ett vapen.

Linsells landskommun (1948-1951)
Svegs köping (1967-1970) Svegs kommun (1971-1973)
Tännäs landskommun (1968-1970) Tännäs kommun (1971-1973)
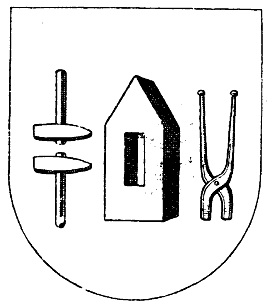
En äldre framställning av vapnet.